# Zoolea major
Zoolea major es una especie de mantis de la familia Mantidae.

## Distribución geográfica
Se encuentra en Venezuela y Bolivia.